# Euphorbia williamsonii
Euphorbia williamsonii är en törelväxtart som beskrevs av Leslie Larry Charles Leach. Euphorbia williamsonii ingår i släktet törlar, och familjen törelväxter. Inga underarter finns listade i Catalogue of Life.